# دوغ آدم
دوغ آدم هو لاعب هوكي الجليد كندي، ولد في 7 سبتمبر 1923 في تورونتو في كندا، وتوفي في 24 ديسمبر 2001.

## وصلات خارجية
- دوغ آدم على موقع دوري الهوكي الوطني (الإنجليزية)
- دوغ آدم على موقع EliteProspects.com (الإنجليزية)
- دوغ آدم على موقع HockeyDB.com (الإنجليزية)
- دوغ آدم على موقع Hockey-Reference.com (الإنجليزية)